# Захаров Микола Семенович
Микола Семенович Захаров (21 лютого 1904, станиця Зубриковська Області Війська Донського, тепер Волгоградської області, Російська Федерація — ?) — радянський діяч, голова Алма-Атинського облвиконкому.

## Життєпис
У 1918 році закінчив Урюпінське реальне училище. З 1918 по 1926 рік працював у сільському господарстві батька.
З 1926 по 1928 рік служив у Червоній армії.
У 1928—1933 роках — рахівник, бухгалтер, інструктор, секретар, помічник керуючого Коломенського окружного відділення Держбанку СРСР. Член ВКП(б).
У 1933—1936 роках — керуючий Урджарського відділення Держбанку СРСР у Казахській АРСР.
У 1936—1938 роках — керуючий Талди-Курганського відділення Держбанку СРСР у Казахській РСР.
У 1938—1939 роках — 1-й секретар Талди-Курганського районного комітету КП(б) Казахстану Алма-Атинської області.
У 1939—1940 роках — голова виконавчого комітету Алма-Атинської обласної ради депутатів трудящих.
У 1940—1941 роках — заступник керуючого, керуючий Казахської республіканської контори Сільгоспбанку.
З 1941 по 1946 рік служив у Червоній армії, учасник німецько-радянської війни. У 1941—1942 роках — слухач військово-політичної академії РСЧА. У 1942—1945 роках — військовий комісар, заступник командира із політичної частини батальйону, заступник начальника політичного відділу артилерійської бригади РСЧА. У 1945—1946 роках — слухач резерву політскладу Центральної групи військ.
У 1946—1950 роках — заступник керуючого Казахської республіканської контори Держбанку СРСР.
У 1948 році закінчив екстерном Алма-Атинський обліково-кредитний технікум. У 1955 році закінчив Всесоюзний фінансово-економічний інститут.
Подальша доля невідома.

## Нагороди
- орден Червоного Прапора
- орден Вітчизняної війни ІІ ст.
- медалі